# What Is Love? (Clean Bandit)
What Is Love? è il secondo album in studio del gruppo musicale britannico Clean Bandit, pubblicato il 30 novembre 2018.

## Tracce
1. Symphony (feat. Zara Larsson) – 3:32
2. Baby (feat. Marina & Luis Fonsi) – 3:25
3. Solo (feat. Demi Lovato) – 3:43
4. Rockabye (feat. Sean Paul & Anne-Marie) – 4:10
5. Mama (feat. Ellie Goulding) – 3:09
6. Should've Known Better (feat. Anne-Marie) – 3:35
7. Out at Night (feat. Kyle & Big Boi) – 3:54
8. Last Goodbye (feat. Tove Styrke & Stefflon Don) – 3:19
9. We Were Just Kids (feat. Craig David & Kirsten Joy) – 3:29
10. Nowhere (feat. Rita Ora & Kyle) – 3:46
11. I Miss You (feat. Julia Michaels) – 3:25
12. In Us I Believe (feat. Alma) – 3:27

Tracce bonus - Edizione Deluxe
1. 24 Hours (feat. Yasmin Green) – 3:02
2. Playboy Style (feat. Charli XCX & Bhad Bhabie) – 3:40
3. Beautiful (feat. Davido & Love Ssega) – 3:44
4. Tears (feat. Louisa Johnson) – 3:45

## Classifiche
| Classifica (2018) | Posizione massima |
| ----------------- | ----------------- |
| Australia         | 48                |
| Belgio (Fiandre)  | 56                |
| Belgio (Vallonia) | 131               |
| Canada            | 50                |
| Finlandia         | 9                 |
| Francia           | 141               |
| Giappone          | 29                |
| Irlanda           | 22                |
| Lettonia          | 19                |
| Nuova Zelanda     | 33                |
| Paesi Bassi       | 47                |
| Regno Unito       | 9                 |
| Spagna            | 77                |
| Stati Uniti       | 141               |
| Svizzera          | 58                |
| Ungheria          | 9                 |